# Akaltara
Akaltara is een nagar panchayat (plaats) in het district Janjgir-Champa van de Indiase staat Chhattisgarh. 

## Demografie
Volgens de Indiase volkstelling van 2001 wonen er 20.373 mensen in Akaltara, waarvan 52% mannelijk en 48% vrouwelijk is. De plaats heeft een alfabetiseringsgraad van 69%. 